# Метрополіс (Іллінойс)
Метрополіс (англ. Metropolis) — місто (англ. city) в США, в окрузі Массак штату Іллінойс. Населення — 5969 осіб (2020).

## Географія
Метрополіс розташований за координатами 37°8′58″ пн. ш. 88°41′14″ зх. д. / 37.14944° пн. ш. 88.68722° зх. д. (37.149574, -88.687277).  За даними Бюро перепису населення США в 2010 році місто мало площу 15,49 км², з яких 15,20 км² — суходіл та 0,29 км² — водойми.

## Демографія
Згідно з переписом 2010 року, у місті мешкало 6537 осіб у 2832 домогосподарствах у складі 1651 родини. Густота населення становила 422 особи/км².  Було 3207 помешкань (207/км²).
Расовий склад населення:
| - 87,3 % — білих - 8,3 % — чорних або афроамериканців - 0,6 % — корінних американців - 0,4 % — азіатів |

До двох чи більше рас належало 2,9 %. Частка іспаномовних становила 2,1 % від усіх жителів.
За віковим діапазоном населення розподілялося таким чином: 22,3 % — особи молодші 18 років, 55,7 % — особи у віці 18—64 років, 22,0 % — особи у віці 65 років та старші. Медіана віку мешканця становила 41,9 року. На 100 осіб жіночої статі у місті припадало 80,7 чоловіків;  на 100 жінок у віці від 18 років та старших — 77,0 чоловіків також старших 18 років.
Середній дохід на одне домашнє господарство  становив 42 449 доларів США (медіана — 31 875), а середній дохід на одну сім'ю — 52 095 доларів (медіана — 44 871). Медіана доходів становила 40 595 доларів для чоловіків та 30 179 доларів для жінок. За межею бідності перебувало 23,0 % осіб, у тому числі 32,7 % дітей у віці до 18 років та 16,4 % осіб у віці 65 років та старших.
Цивільне працевлаштоване населення становило 2251 осіб. Основні галузі зайнятості: освіта, охорона здоров'я та соціальна допомога — 22,7 %, мистецтво, розваги та відпочинок — 20,1 %, роздрібна торгівля — 11,1 %, транспорт — 10,8 %.